# Chacaltaya
Le Chacaltaya ou Cerro Chacaltaya (« pont des vents » en mollo, « chemin froid » en aymara) est une montagne culminant à 5 395 mètres d’altitude, située en Bolivie dans la cordillère des Andes. Son glacier abritait une station de ski possédant la plus haute piste du monde mais son retrait rapide et sa quasi-disparition ont provoqué sa fermeture. Il reste une destination pour les randonneurs et abrite un laboratoire de recherche sur les particules.

## Géographie
Le Chacaltaya est un sommet situé dans le département de La Paz, en Bolivie, à trente kilomètres au nord de la capitale bolivienne. Il s’élève à 5 395 mètres d’altitude au sein de la cordillère Royale, dans les Andes. Il se situe entre le Huayna Potosí et le Nevado Illimani.
Il fut longtemps le site du vaste glacier de Chacaltaya, vieux de 18 000 ans, à 5 300 mètres d’altitude. Le glacier a entièrement disparu en mai 2009 alors que les scientifiques avaient estimé que cet événement ne se produirait pas avant 2015.

## Activités

### Ski

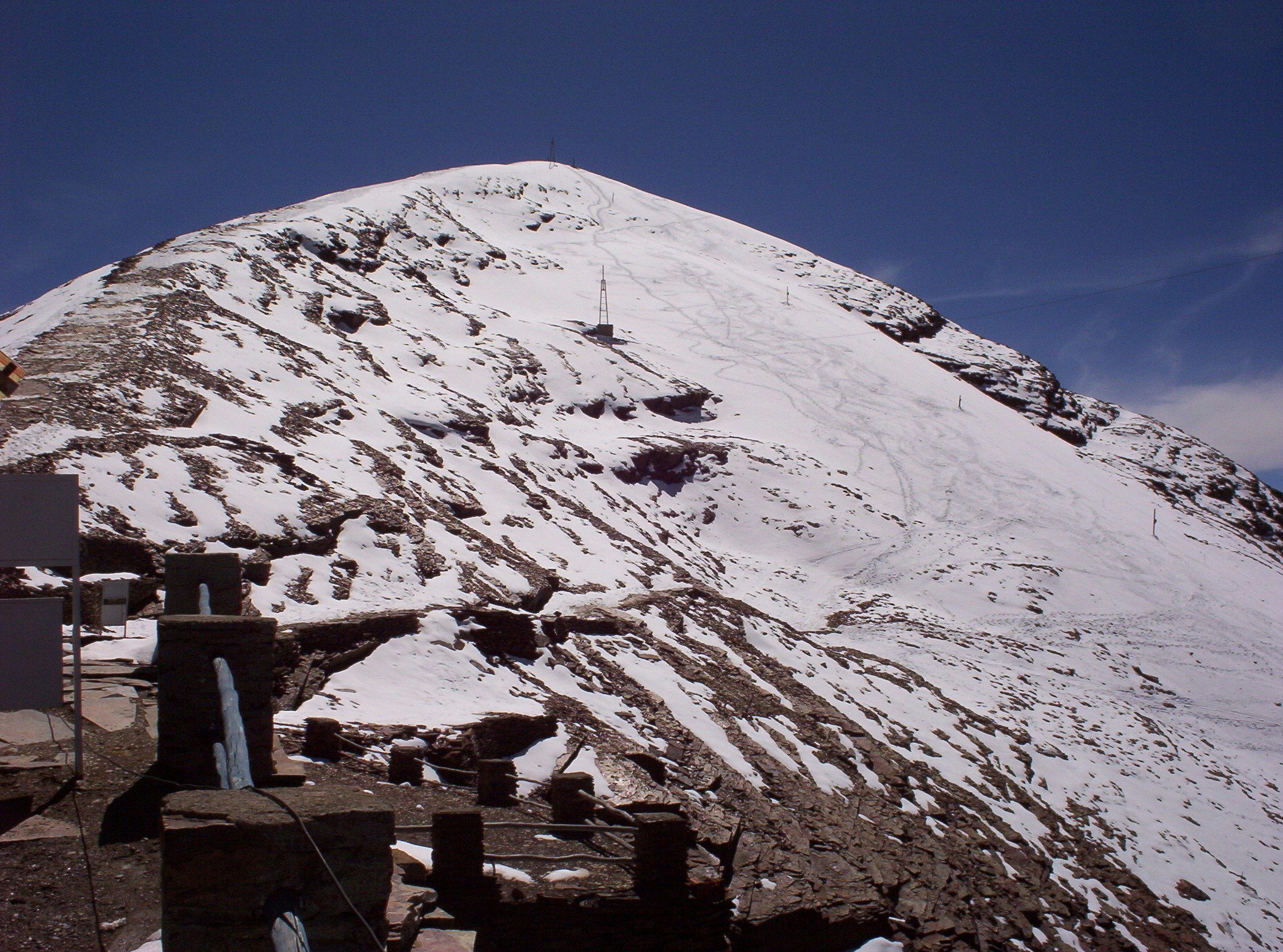
Piste de ski Chacaltaya à 5395 mètres d’altitude.

La plus haute piste de ski alpin au monde se trouvait sur un glacier proche de ce sommet. À cause de l’altitude extrême et des conditions climatiques très rudes, on n’y skiait que durant l'été austral, de décembre à février. Cette piste est fermée depuis la fin du XXe siècle à cause de la disparition du glacier d’année en année. L’antique et rudimentaire téléski à moteur Ford desservant cette unique piste est d’ailleurs démonté.
Un documentaire sur le gardien du refuge de celle qui fut la première piste de ski en Amérique du Sud a été réalisé par Pieter Van Ecke.

### Ascension
Cette montagne ne se trouve qu’à une heure en voiture de La Paz. En quelques dizaines de minutes, on peut alors facilement gravir à pied la dernière arête, et accéder à une vue sur une grande partie de la cordillère Royale, notamment le Nevado Illimani, le Huayna Potosí et le Condoriri. On peut également observer l’Altiplano bolivien et le lac Titicaca. Les jours de bonne visibilité, on peut voir les nuages recouvrant le Yunga (partie amazonienne de la Bolivie), ainsi que, au loin, les volcans Nevado Sajama (point culminant de Bolivie), Parinacota et Pomerape.
Le 1er novembre 1953, Jacques Cornet et Henri Lochon ont conduit une Citroën 2 CV au sommet du Chacaltaya.

### Recherche scientifique

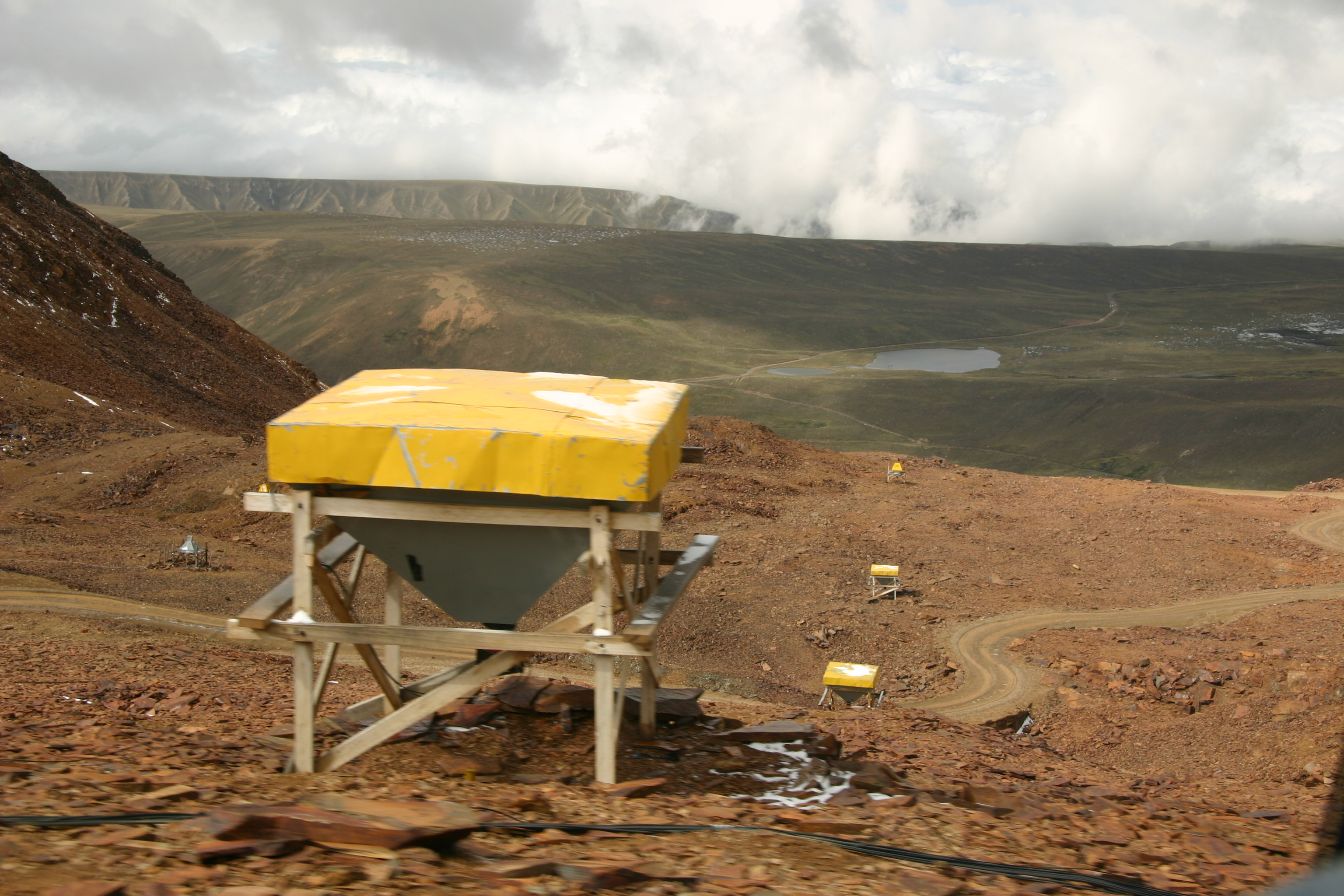
Détecteur de particules à l’observatoire de Chacaltaya.

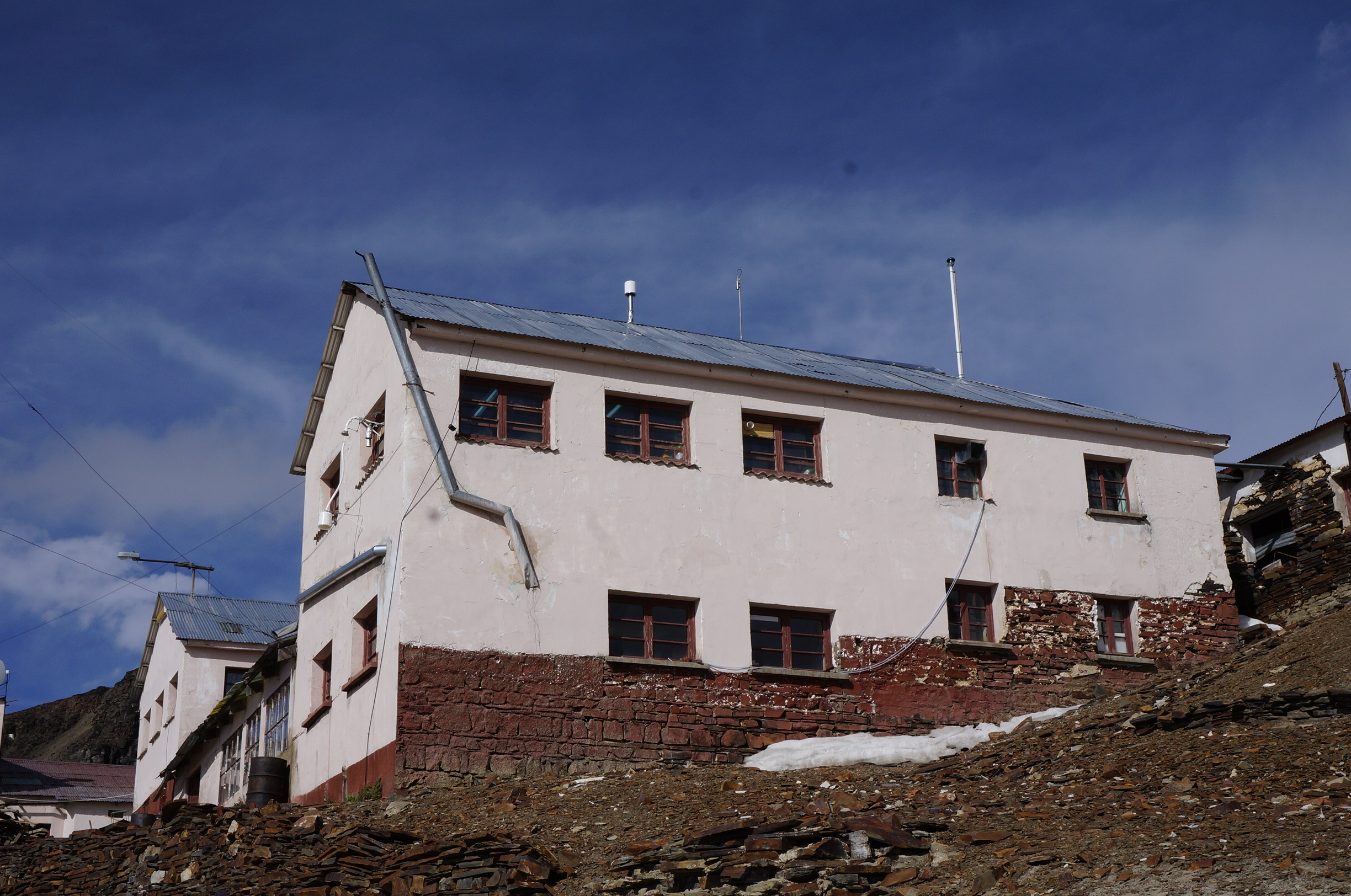
Vue du bâtiment principal de l'observatoire de Chacaltaya.

C’est aussi sur cette montagne, à plus de 5 200 m d'altitude, que se trouve le plus haut laboratoire de physique des particules (Observatorio de Física Cósmica),,,.
L'observatoire de Chacaltaya aurait commencé ses activités en tant que station météorologique en 1942.
Depuis 2011, le plus haut observatoire d'aérosols et gaz a commencé ses opérations en mutualisant le bâtiment consacré aux observations cosmiques. La station GAW de Chacaltaya contribue à la recherche mondiale sur le climat en fournissant des données à la communauté scientifique internationale.